# Karen Gillan
Karen Sheila Gillan, född 28 november 1987 i Inverness i Skottland, är en brittisk skådespelerska, regissör, manusförfattare och före detta fotomodell. Hon är mest känd för sina roller som Nebula i Marvel-filmerna Guardians of the Galaxy med flera, och som Amy Pond i den BBC-producerade TV-serien Doctor Who.

## Biografi
Gillan är född och uppvuxen i Inverness i Skottland i Storbritannien. Hennes far, John Gillan (fullständigt namn Raymond John Gillan) och mor, Marie Gillan (född Paterson), bor i Kinmylies. Hon är enda barnet. När hon var ung utvecklade hon en kärlek för skådespeleri, och deltog vid flera lokala ungdomsgruppsteatrar samt deltog i en rad olika teaterproduktioner på sin skola, Charleston Academy. När hon fyllde 17 år, flyttade Gillan till London för att studera vid Italia Conti Academy of Theatre Arts teaterskola och ta en Bachelor of Arts-examen i skådespeleri .

### Modellkarriär
Medan hon studerarde vid Italia Conti blev Gillan upptäckt av en modellagentur. Hon är 180 cm lång. Gillan arbetade som modell på London Fashion Week 2007 för designern Allegra Hicks i hennes höst/vinter-modevisning och på lanseringspartyt för Nicola Roberts Dainty Doll Make-Up-kollektion. Gillan har sagt att hon inte skulle ge upp sin skådespelarkarriär för att återgå till modellarbetet. Hon uppgav att hon alltid har gillat att vara modell men att skådespeleriet alltid varit hennes främsta intresse och mål.

## Filmografi i urval

### Film
| År   | Titel                                         | Roll                       | Noteringar        |
| ---- | --------------------------------------------- | -------------------------- | ----------------- |
| 2008 | Stacked                                       | Ginny Turner               |                   |
| 2008 | New Town Killers                              | "Tjej vid busstation"      |                   |
| 2010 | Outcast                                       | Ally                       |                   |
| 2012 | We'll Take Manhattan                          | Jean Shrimpton             |                   |
| 2013 | Not Another Happy Ending                      | Jane Lockheart             |                   |
| 2013 | Oculus                                        | Kaylie Russell             |                   |
| 2014 | Guardians of the Galaxy                       | Nebula                     |                   |
| 2014 | The List                                      | Lily                       |                   |
| 2015 | The Big Short                                 | Evie                       |                   |
| 2016 | In a Valley of Violence                       | Ellen                      |                   |
| 2017 | Guardians of the Galaxy Vol. 2                | Nebula                     |                   |
| 2017 | The Circle                                    | Annie                      |                   |
| 2017 | Jumanji: Welcome to the Jungle                | Ruby Roundhouse            |                   |
| 2018 | The Party's Just Beginning                    | Liusaidh                   | Även manus & regi |
| 2018 | Avengers: Infinity War                        | Nebula                     |                   |
| 2019 | Avengers: Endgame                             | Nebula                     |                   |
| 2019 | Stuber                                        | Sara Morris                |                   |
| 2019 | Jumanji: The Next Level                       | Ruby Roundhouse            |                   |
| 2019 | Spies in Disguise                             | Öga                        |                   |
| 2020 | The Call of the Wild – Skriet från vildmarken | Mercedes                   |                   |
| 2021 | Gunpowder Milkshake                           | Sam                        |                   |
| 2021 | Dual                                          | Sarah                      |                   |
| 2022 | Thor: Love and Thunder                        | Nebula                     |                   |
| 2024 | Sleeping Dogs                                 | Laura Baines               |                   |
| 2024 | The Life of Chuck                             | Marty Andersons exflickvän | Postproduktion    |

### TV
| År        | Titel                   | Roll                | Noteringar |
| --------- | ----------------------- | ------------------- | --- |
| 2006      | Rebus                   | Terry Cotter        | Avsnitt 3.02 "Question of Blood" |
| 2007–2009 | The Kevin Bishop Show   | Blandade karaktärer | 12 avsnitt |
| 2008      | Coming Up               | Anna                | Avsnitt 6.07 "Thinspiration" |
| 2008      | Doctor Who              | Soothsayer          | Avsnitt 4.02 "The Fires of Pompeii" |
| 2008      | Harley Street           | Holly               | Avsnitt 1.01 |
| 2010      | The Well                | Coll                | 4 avsnitt |
| 2010–2012 | Doctor Who              | Amy Pond            | Säsong 5-7, 35 avsnitt 2010, Cosmopolitan 'Woman of the year' Awards för Best Actress 2011, SFX Awards för Best Actress 2011, TV Choice Awards för Best Actress 2012, National Television Awards för Best Drama Performance: Female Nominerad, 2010, TV Quick Award för Best Actress Nominerad, 2011, Scream Awards för Best Sci-Fi Actress |
| 2010–2011 | Doctor Who Confidential | Sig själv           | 26 avsnitt |
| 2012      | In Love With Coward     | Laura               | |
| 2013      | NTSF:SD:SUV::           | Daisy               | |
| 2013      | Doctor Who              | Amy Pond            | Julspecial |
| 2014      | A Touch of Cloth        | Kerry Newblood      | 2 avsnitt |
| 2014      | Selfie                  | Eliza Dooley        | Huvudroll (13 avsnitt) |
| 2015      | The Devil You Know      | Jane Porter         | |
| 2015      | 7 Days in Hell          | Lily Allsworth      | TV-film |
| 2016      | Emo Dad                 | Jessica (röst)      | 5 avsnitt |
| 2021      | What If...?             | Nebula (röst)       | |